# Parafia św. Klemensa Hofbauera w Warszawie
Parafia św. Klemensa Hofbauera w Warszawie – parafia rzymskokatolicka należąca do dekanatu wolskiego, archidiecezji warszawskiej, metropolii warszawskiej Kościoła katolickiego, w Warszawie. Obsługiwana przez księży redemptorystów.

## Historia
Parafia została erygowana w 1952 roku przez abpa Stefana Wyszyńskiego.
Kościół parafialny wzniesiono w latach 1931–1933 według projektu Stanisława Marzyńskiego. Dziedziniec przy świątyni został w 2000 przekształcony w plac Męczenników Warszawskiej Woli, w celu uczczenia pamięci ok. 50 tys. mieszkańców Woli, ofiar rzezi Woli, którzy zginęli w pierwszych dniach Powstania Warszawskiego.